# Box set
 (novembre 2024).
Si vous disposez d'ouvrages ou d'articles de référence ou si vous connaissez des sites web de qualité traitant du thème abordé ici, merci de compléter l'article en donnant les références utiles à sa vérifiabilité et en les liant à la section « Notes et références ».

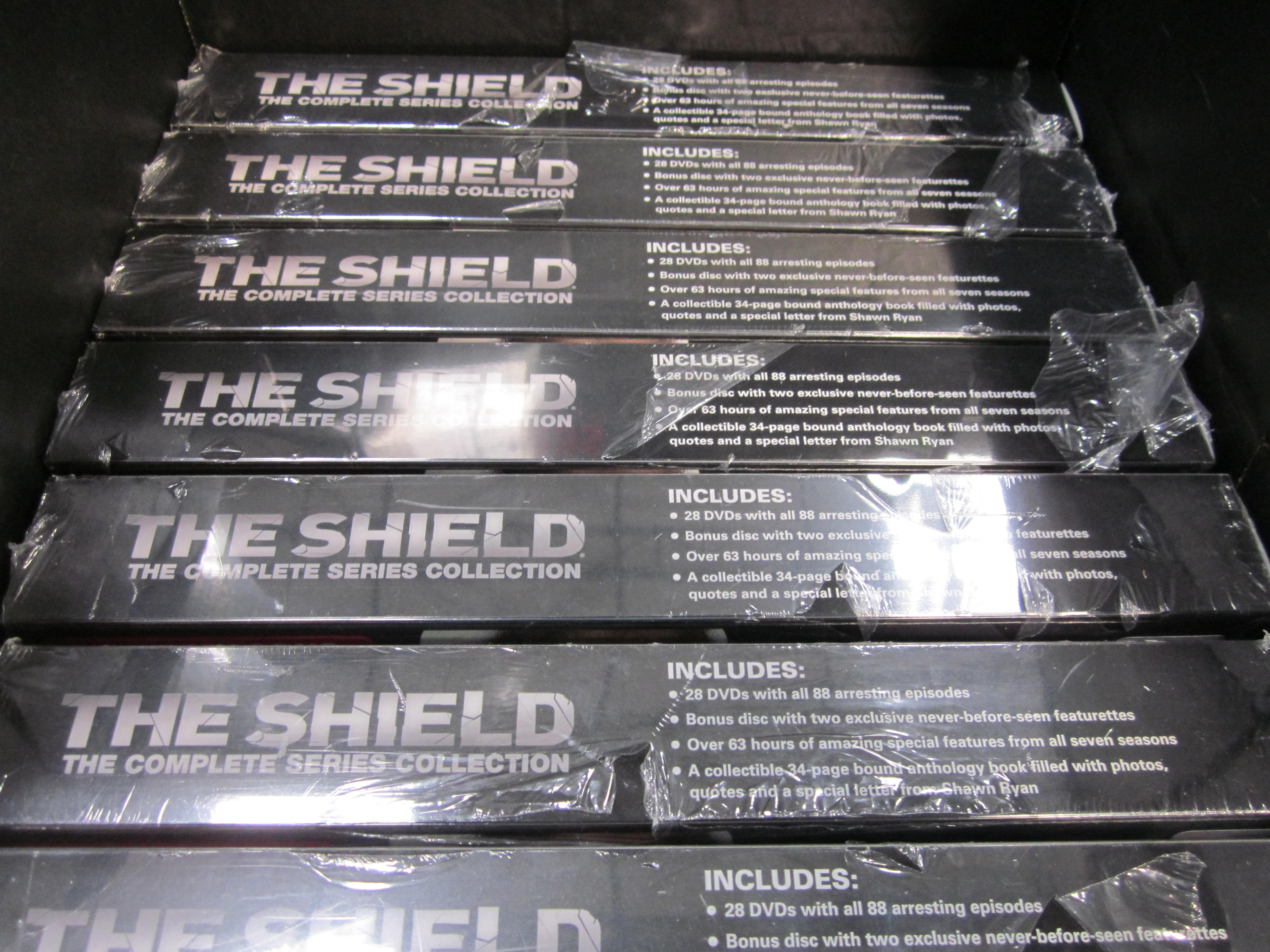
Coffret regroupant tous les DVD de la série télévisée "The Shield".

Une box set (souvent désignée en français par le terme de coffret) est une compilation de musiques, films, programmes télévisés, ou collections regroupés dans une boite afin d'être commercialisée.